# اوکا (مینه‌سوتا)
اوکا، مینه‌سوتا (به انگلیسی: Avoca, Minnesota) یک شهر در ایالات متحده آمریکا است که در مینه‌سوتا واقع شده‌است.

## خصوصیات
اوکا ۳٫۰۳ کیلومترمربع مساحت و ۱۴۷ نفر جمعیت دارد و ۴۶۹ متر بالاتر از سطح دریا واقع شده‌است.